# 黄岩岛
（直译：「斯卡伯勒礁」，直译：「马辛洛克浅滩」，直译：「班拿獨浅滩」），是南海中沙群岛的一個環礁。该礁距離菲律宾蘇碧灣100海里、中沙大环礁160海里、西沙群岛340海里、海南岛500海里。为海盆中的海山上覆珊瑚礁而成，是中沙群岛漲潮時唯一露出水面的岛礁，鄰近马尼拉海沟。
中華人民共和國、菲律賓、中華民國都宣稱對黃岩島擁有主權，目前黃岩島由中華人民共和國實際控制，行政属海南省三沙市西沙区管轄，为中沙群島鎮政府所在地，目前由中國海警駐守執法。而當地除了民主礁主權爭議，還有對中國破壞生態的指責、盜採國際保育貝類的控告。
2024年11月8日，菲律宾总统小费迪南德·马科斯签署《菲律宾海事区法》和《菲律宾群岛航道法》两项立法，定义菲律宾海洋领域的全部范围，并明确海域的法律权力和建立海上和空中航线以加强其领土主权。11月10日，中华人民共和国政府根据《中华人民共和国领海及毗连区法》，宣布黄岩岛的领海基线。

## 名称
黄岩岛的英語名稱爲「斯卡伯勒礁」（英語：Scarborough Shoal），又譯作「斯卡伯勒淺灘」。其名稱源於1748年9月12日一艘英国商船斯卡伯勒號在當地触礁，为了纪念这一事件，將該礁命名为斯卡伯勒礁。
在1734年的《维拉德地图》上被标为「Panacot」，他加禄语意为「威胁」。西班牙政府1792年的馬拉斯比那遠征確認了斯卡伯勒礁的經緯度後，1794年出版的海圖將斯卡伯勒礁與Panacot畫成兩個島。在1808年西班牙政府出版的《菲律賓總海圖》，以吕宋岛西海岸港口马辛洛克命名，西班牙語稱「馬辛洛克淺灘」（西班牙語：Bajo de Masinloc），標註又名斯卡伯勒礁。
1935年中华民国水陆地图审查委员会审定公布《中国南海各岛屿华英名对照表》，其中Scarborough Reef被音译为「斯卡巴洛礁」、主礁礁石South Rock则译为「南石」。1947年10月，中华民国内政部公布《南海诸岛新旧名称对照表》，斯卡巴洛礁更名為「民主礁」，以紀念施行憲法。
中華人民共和國在1983年正式定名為「黃岩島」。退潮时，潟湖内有上百块礁石露出水面，它们多以土黄颜色为主，偶有黑色，这可能是“黄岩岛”名称的来历。
菲律宾稱爲「班拿獨淺灘」，又譯作「帕纳塔格礁」，「Panatag」意为「宁静」。三描礼士的渔民则常称「加务洛」。

## 地理
黄岩岛位于北纬15°07′，东经117°51′，距中沙大环礁约160海里，东距菲律宾苏比克湾约126海里，黄岩岛与菲律宾之间是深达5400公尺的马尼拉海沟。与西沙、南沙岛礁密集不同，黄岩岛是周边数十万平方公里海域内唯一露出水面的礁盘，位於國際重要水道，战略地位十分重要。
黄岩岛发育在3,500公尺深的海盆上，是深海平原上的一座巨大的海底山峰露出水面的部分。黄岩岛所在海域的基底岩层属大洋型地壳的玄武岩类物质，其上覆以火山喷发物及沉积岩（包括珊瑚礁）和顶部松散沉积层。黄岩岛环礁的形成与洋壳垂直升降运动以及板块水平运动有关。第三纪后期，南海东部南北向的海岭形成，其顶部火山峰高出海面；后来火山作用停息，火山峰遭受海蚀夷平，并呈略低于海面的平顶山；平顶山以0.02一0.04公釐/年的速率下沉，待下沉到一定程度后即不再下沉。在下沉过程中，由于处在热带海洋的环境下，造礁珊瑚在平顶山顶部固着繁殖，并以接近于洋壳下沉的增长速率不断向上生长，最后形成黄岩环礁。
黄岩岛是珊瑚环礁发育而成的岛，四周为距水面0.5～3公尺之间的环形礁盘，礁盘周缘长55公里，面积150平方公里，礁盘外形呈等腰直角三角形，其内部形成一个面积为130平方公里、水深为10～20公尺的潟湖。潟湖内以北、南两端的礁块最为密集，北端者称为北岩，退潮時露出水面積約1平方公尺，被淺灘包圍；南端者称为南岩，两者相距约10海里。南岩（15°08'N，117°48'E）是涨潮时在礁盘上露出海面的巨大的礁石之一，上部面积约3平方公尺，海拔1.8公尺。黄岩岛潟湖东南端有一个宽400公尺的通道与外海相连，这条水道水深9～11公尺，宽360～400公尺，中型渔船和小型舰艇可由此进入，从事渔业活动或者避风。
自然形态是环礁四周有星罗棋布的礁块露出，礁块表面大小一般为1～4平方公尺。

## 歷史及主權爭議
黃岩島目前由中华人民共和国实际控制，但同時菲律宾亦声称拥有该岛主权，因而引發一系列的衝突和主權問題。
1997年5月，中国与菲律宾在黄岩岛海域對峙，中國海監船在對峙三天後主動撤離，菲律賓獲得黃岩島的控制權。1999年11月3日，菲律宾507艦在黃岩島東南入口處北側坐灘成功，后应中国政府要求于11月29日将507號艦拖帶脫淺並撤離。2009年3月10日，菲律宾总统阿罗约正式签署“领海基线法”，将南海中的南沙群岛、太平岛、黄岩岛划归菲律宾国土范围。2012年之前，菲律宾實質上控制黄岩岛。2012年4月中菲再次发生黃岩島對峙事件。“中国海监75号”和“中国海监84号”编队赶赴黄岩岛海域，制止菲律宾军舰抓扣中方渔船和渔民。6月18日，因颱風天氣影響，菲律賓船隻全部撤離黃岩島，而中國船只并未撤離。
2013年1月21日，菲律宾外交部长承认中国已「實質上控制」黄岩岛，菲船不能进驻。1月22日，菲律宾通知中国仲裁意向并向中国发出诉求陈述，被中国拒绝。
2016年7月12日，菲律賓訴中國案結果宣布中国主张之「九段線」无效。中國多次宣佈不承認裁決，并在仲裁案發布前後，在南海舉行空前規模大型軍演，轟六K發射了空射反艦大型飛彈鹰击-12。同時中国海警船驅逐菲律賓漁船。7月16日，菲律賓漁界認為可以憑仲裁回到黃岩島捕魚並有記者隨行，但被4艘大型中國海警船強力驅逐。後菲船欲在較遠處下網，亦被海警放下的多艘小艇驱逐，央視隨後證實。10月19日，菲律賓新任總統羅德里戈·杜特爾特首訪中國，並爭取菲律賓漁民在黃岩島的捕魚權。
在2017年3月的中國全國人民代表大會上，三沙市市長肖傑透露，正在開展黃岩島等岛屿環境監測站建設的前期工作。菲律賓總統羅德里戈·杜特爾特表示無法阻止中國在黃岩島開展建設工程。3月22日，中國外交部否認在黄岩岛建环境监测站的消息。
2024年11月8日，菲律宾政府签署《菲律宾海事区法》和《菲律宾群岛航道法》两项立法，定义菲律宾全部海洋领域范围和法律權力。11月10日，中华人民共和国政府发表声明，宣布黄岩岛的领海基线。之后也加强了周边区域的巡逻行动。12月2日，中华人民共和国政府向联合国交存领海基线的声明和相关海图。